# Annie Bos
Johanna (Annie) Bos (Amsterdam, 10 december 1886 - Leiden, 3 augustus 1975) was een Nederlandse actrice in theater en film. Ze werd bekend als de koningin van de Nederlandse zwijgende film, tussen 1912 en 1924. Bos werd bekroond tot "Hollands beroemdste filmactrice" en Nederlands eerste filmdiva.

## Biografie

### Periode als filmster
Bos werd geboren als dochter van kunstschilder Gerard Jan Bos en zijn vrouw Aletta Gertruda Maria Halberstadt. Haar vader maakte het voor haar mogelijk de toneelopleiding in Antwerpen te volgen. Hier maakte ze ook haar theaterdebuut. Ze keerde echter al snel terug naar Nederland, waar ze in februari 1909 voor het eerst te zien was in het theater. Drie jaar lang speelde ze kleine rollen voor de gebroeders Van Lier en later voor het gezelschap van Prot. Ze zou hier weinig kansen hebben gekregen om tot bloei te komen als actrice.
In november 1912 bood regisseur Maurits Binger haar de hoofdrol aan in de film De Levende Ladder (1913). Binger had pas net de filmmaatschappij Filmfabriek Hollandia opgericht en zag in Bos de ideale muze voor de vrouwelijke hoofdrollen in zijn films. Ze behoorde tot de vaste kern van spelers en kreeg over de jaren heen steeds meer erkenning. Haar populariteit werd nog groter toen de films op een gegeven moment ook in het buitenland werden uitgebracht. Het publiek gaf de voorkeur aan Bos boven andere actrices, omdat zij een natuurlijke speelstijl had en niet gebruik maakte van overdreven expressies.
Nadat de film Liefde Waakt (1914) werd uitgebracht, kreeg Bos de bijnaam "de Nederlandse Asta Nielsen". Dit resulteerde er ook in dat ze werd beschouwd als de eerste Nederlandse filmdiva. Meisjes door het hele land probeerden haar te imiteren door hetzelfde kapsel te laten knippen. Ze was voornamelijk te zien in zogeheten society-romans, sensatiefilms en filmbewerkingen van toneelstukken en boeken. Haar grote doorbraak kwam pas in 1916, toen ze de hoofdrol speelde in Majoor Frans. Hoewel ze alle lof kreeg van de critici, was Bos ervan overtuigd dat het overbrengen van haar interpretatie van de hoofdpersonage was mislukt.

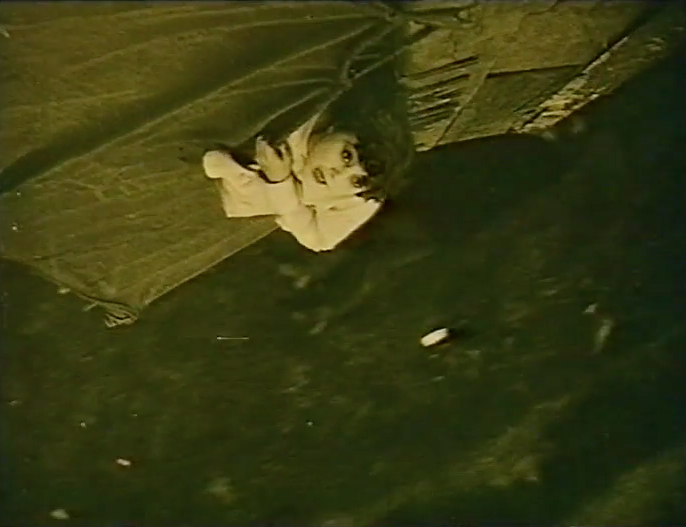
Annie Bos vastgebonden aan een molenwiek in Het geheim van Delft

Bos groeide vanaf toen al snel uit tot de meestgevraagde actrice. Desondanks bleef ze haar eigen stunts spelen. Voor de bekendste scène uit Het geheim van Delft (1917), liet ze zich vastbinden aan een molenwiek op veertig meter hoogte. Door de jaren heen kreeg ze meer kansen zich te bewijzen als actrice. Ze begon steeds meer veelzijdigheid te eisen in haar personages. Zo speelde ze een ingetogen jongedame in Op hoop van zegen (1918), een comédienne in Amerikaansche meisjes en een sensuele vrouw in Een Carmen van het Noorden (1919). In 1920 mocht ze een medaille in ontvangst nemen voor haar acteercarrière.

### Neergang
Na het einde van de Eerste Wereldoorlog werd het maken van films duurder. Hollandia stond in 1919 op het punt failliet te gaan en ging in zee met een Engelse studio om een ondergang te voorkomen. Bos kreeg nog enkele bijrollen in films, waarin ze werd gepromoot onder de naam "Anna Bosilova". Een reorganisatie in de studio vond aan het einde van 1920 plaats, waarbij bazen van de maatschappij tot de conclusie kwamen dat Bos moest vertrekken. Ze werd namelijk te oud bevonden door de makers. Ondertussen bleek Bos in de Verenigde Staten een veelgevraagde actrice te zijn, wegens het succes van de film Een Carmen van het Noorden.
Een Amerikaanse verfilming stond in de planning bij een filmstudio en Bos werd een contract aangeboden, met de verzekerde hoofdrol in de remake. Ze vertrok in april 1921 naar New York. Eenmaal aangekomen, kwam ze tot de ontdekking dat de studio was opgeheven. Bos deed verschillende audities om aan bak te komen bij andere filmstudio's, maar had geen succes. Ze kreeg een kleine rol naast de Amerikaanse actrice Pearl White in de film Without Fear (1922). Ze was hiermee de eerste Nederlandse filmactrice die haar geluk in Amerika zocht. Ze werd in de aftiteling "Anna Boas" genoemd.
Bos was niet in staat meer filmrollen in Amerika te krijgen. Ze keerde in november 1922 terug naar Europa omwille van gezondheidsproblemen en probeerde, na een succesvolle oogoperatie in Berlijn, haar geluk te vinden in Duitsland. Ook dit liep uit op een teleurstelling. Ze verhuisde uiteindelijk in 1924 terug naar Nederland. Er waren op dat moment slechts twee wankele filmstudio's in het land. Ze kwam in contact met Alex Benno, een regisseur die ze kende uit haar dagen bij Hollandia. Hij was nog een van de weinige filmmakers en gaf haar de titelrol in Mooi Juultje van Volendam (1924). Naar verluidt kostte het Benno veel moeite haar te overtuigen de rol op zich te nemen. Hoewel haar comeback gepaard ging met enige media-aandacht, flopte de film, die al na een week uit de bioscopen werd gehaald.
In november 1924 keerde ze terug naar het toneel en was te zien in het succesvolle toneelstuk Madame Dubarry. In 1925 besloot ze echter voorgoed te stoppen met acteren. Ze trouwde in 1926 met notaris Cornelis Loeff en ruilde haar carrière in om huisvrouw te worden. Bos werd al snel door het publiek vergeten. Haar dood in 1975 werd vermeld in enkele kranten. Vlak voor haar overlijden, vertelde ze haar levensverhaal aan Geoffrey Donaldson, die er een uitgebreid artikel van maakte en dit in 1978 publiceerde in het tijdschrift Skrien. In 1997 droeg hij zijn boek Of Joy and Sorrow: A Filmography of Dutch Silent Fiction aan haar op.
In 2006 bracht actrice Willeke van Ammelrooy haar voor het voetlicht door een theatermonoloog genaamd Toen 't licht verdween, die gaat over Bos, op te voeren.